# Menjamel de Tagula
El menjamel de Tagula (Microptilotis vicina) és un ocell de la família dels melifàgids (Meliphagidae).

## Hàbitat i distribució
Habita els boscos de l'illa de Tagula, propera al sud-est de Nova Guinea.